# Angelica Frisa Morandini
Angelica Frisa Morandini (Torino, 22 maggio 1934 – Torino, 17 settembre 2020) è stata un'ingegnera italiana, prima donna italiana a laurearsi in ingegneria mineraria.
Si laureò nel 1957 presso il Politecnico di Torino, ateneo in cui si concentrò la sua carriera accademica. Autrice di numerose pubblicazioni scientifiche, fu presidente del Comitato Europeo di Normazione per le pietre ornamentali, sulle quali dedicò gran parte dei suoi studi, contribuendo a redigerne le normative italiane ed europee.
Nel merito dei suoi studi petrografici sui marmi, coordinò le indagini che portarono alla scoperta della cava da cui veniva estratto il marmo nero impiegato da Guarino Guarini nella Cappella della Sacra Sindone, contribuendo ad accelerarne il restauro utilizzando parte dei materiali originali. Coordinò inoltre la squadra che in precedenza aveva rilevato il marmo nero dalle cave di Frabosa ai fini del restauro.
Sposò il collega Franco Morandini, con il quale ebbe 4 figli. È morta nel settembre 2020.

## Opere selezionate
- Studio sulla classificazione con reti a microluci, in Atti della società degli ingegneri e degli architetti in Torino, 15 (12), 1961,  pp. 419-429.
- Angelica Frisa Morandini e Maurizio Gomez Serito, Indagini sulla provenienza dei materiali usati nell'architettura e nella scultura di epoca romana in Piemonte. (PDF), in Archeologia in Piemonte. L'età romana, 1997,  pp. 223-233, ISBN 9788842206989.
- Angelica Frisa Morandini e Maurizio Gomez Serito, I reperti del Museo Lapidario della Canonica di Novara. Indagini sulla provenienza dei materiali lapidei (PDF), in Epigrafi a Novara. Il Lapidario della Canonica di Santa Maria, 1999,  pp. 125-139, ISBN 9788876612848.
- Guida alla marcatura CE nel settore lapideo, Internazionale marmi e macchine Carrara, 2007.